# Моногарово (Орловская область)
Моногарово — деревня в Ливенском районе Орловской области России. 
Входит в Крутовское сельское поселение в рамках организации местного самоуправления и в Крутовский сельсовет в рамках административно-территориального устройства.

## География
Расположена в 5 км к северо-востоку от райцентра, города Ливны, в 114 км к юго-востоку от центра города Орёл.

## Население
| 2002 | 2010 |
| ---- | ---- |
| 380  | ↘378 |

Согласно результатам переписи 2002 года, в национальной структуре населения русские составляли 99 % от жителей.